# Catedral de São Domingos
A Catedral Basílica de Nossa Senhora da Encarnação, também conhecida como Catedral Primada da América, é a mais antiga catedral da América. Localiza-se na cidade de São Domingos, capital da República Dominicana e primeira cidade fundada no continente. Sua construção foi realizada nas décadas de 20 e 30 do século XVI, misturando os estilos gótico e plateresco.
É o edifício mais importante da Cidade Colonial de São Domingos, reconhecida como patrimônio mundial pela Unesco em 1990.

## História
São Domingos foi fundada por Nicolás de Ovando na sua atual localização junto ao rio Ozama em 1502, após o assentamento anterior ter sido destruído por um furacão. Já em 1511, pela bula Romanus Pontifex, o Papa Júlio II criou a diocese de São Domingos, a primeira da América. Uma catedral modesta começou a ser construída em 1512, mas os planos foram totalmente modificados a partir de 1520, ano da chegada do segundo bispo de São Domingos, Alejandro Geraldini. A ele, um religioso humanista de sólida formação, se deve o impulso para a construção do edifício atual. A catedral foi levantada essencialmente entre 1521 e 1537 e consagrada em 1541, pelo bispo Alonso de Fuenmayor, que a dedicou a Nossa Senhora da Encarnação. O principal responsável pela obra foi o arquiteto sevilhano Luis de Moya, que trabalhou 20 anos na fábrica da catedral. Em 1529, quando se terminavam as abóbadas das naves, era mestre de obras Rodrigo Gil de Liendo.

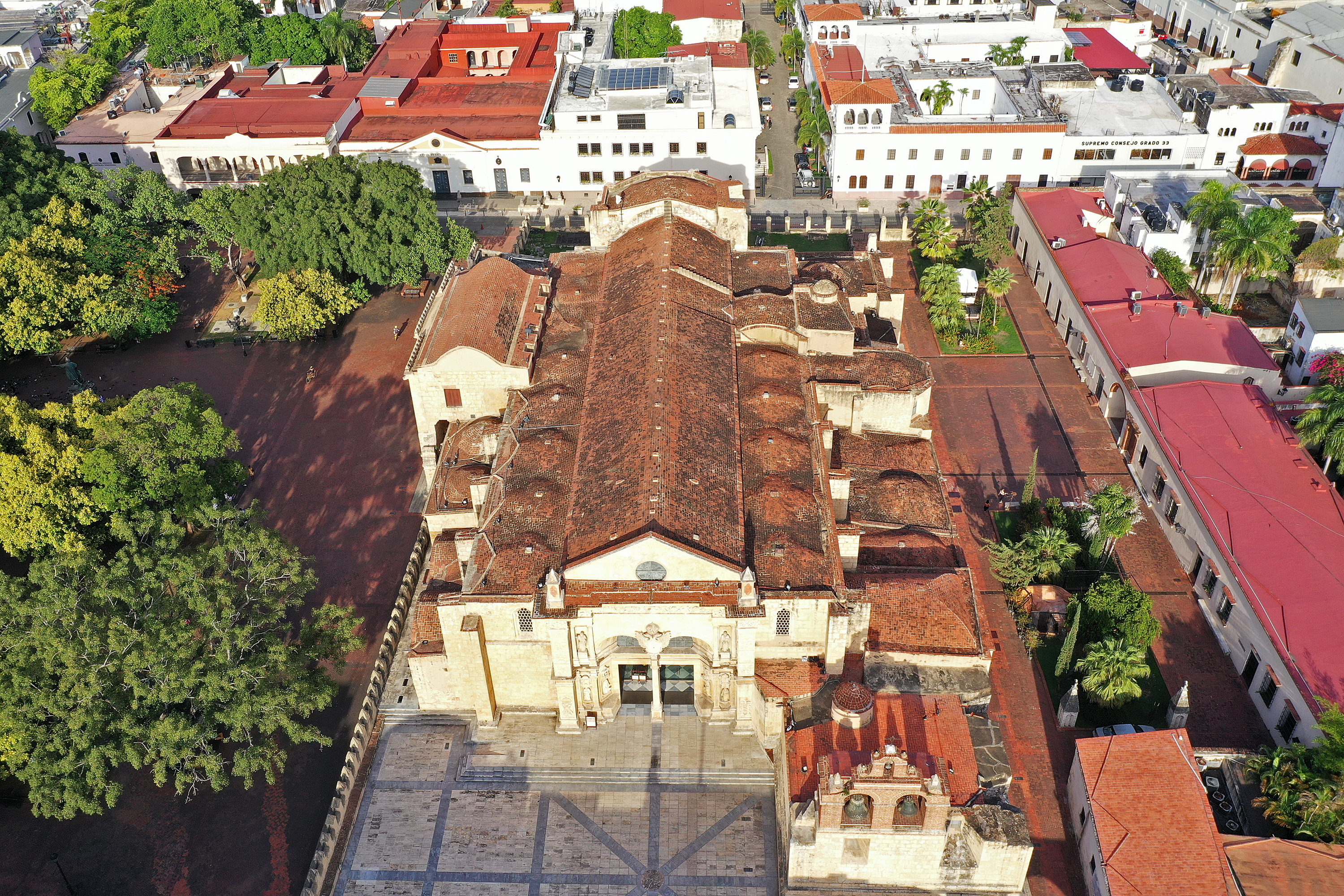
Vista aérea da catedral

O edifício é de planta retangular com três naves de altura quase igual, o que faz da Catedral de São Domingos a pioneira no uso da tipologia de igreja-salão no Novo Mundo. Os pilares circulares na nave servem de apoio para um sistema de abóbada de cruzaria de ogivas, de estilo gótico. A cabeceira é poligonal, e as naves laterais possuem um total de 14 capelas. No interior há detalhes em estilo mudéjar, como janelas de arco de ferradura, e estilo isabelino, como as bolas que decoram os capitéis das colunas.
A decoração gótica do interior contrasta com a portada principal da igreja, erguida na década de 1530 em estilo plateresco (renascentista) com influência espanhola e dos tratados italianos de arquitetura do século XVI. A fachada é de forma quadrada com um frontão triangular ao alto. Abaixo da cornija há um friso esculpido renascentista e no centro da entrada, formando o eixo da fachada, há uma coluna coríntia com um enorme escudo imperial. O programa teológico é completado por nichos com estátuas dos Evangelistas, S. Pedro e S. Paulo.

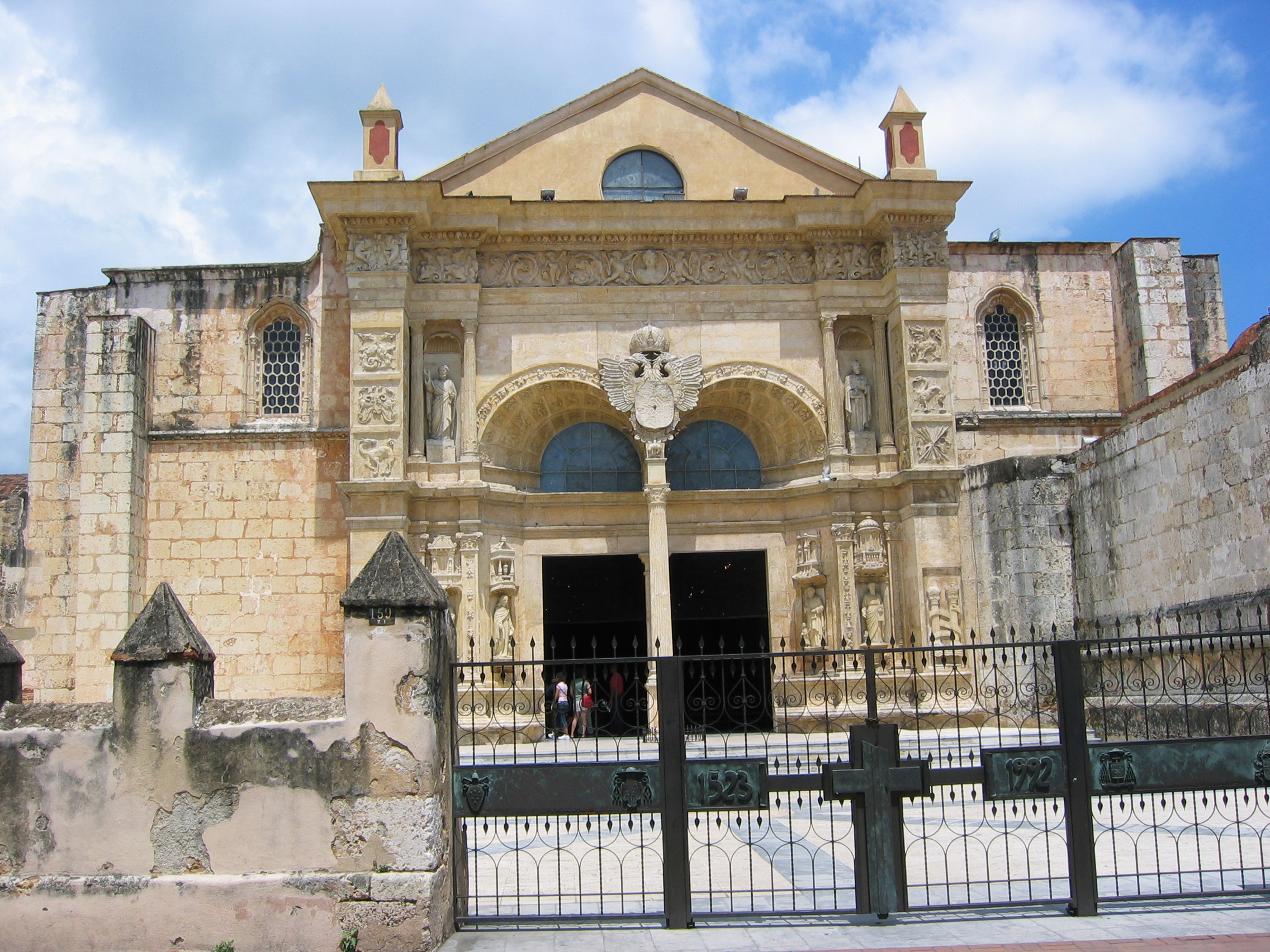
Fachada da Catedral

## Tumba de Colombo
Cristóvão Colombo morreu na Espanha em 1506, mas em seu testamento pediu para ser enterrado na América. Sua nora Maria de Rojas y Toledo, esposa de Diogo Colombo, enviou os restos de pai e filho a São Domingos em 1537 para serem depositados na catedral. Os restos permaneceram ali até 1795, quando a Ilha de São Domingos foi cedida à França e os espanhóis levaram a tumba do navegador a Havana, Cuba e dali, em 1898, a Sevilha.

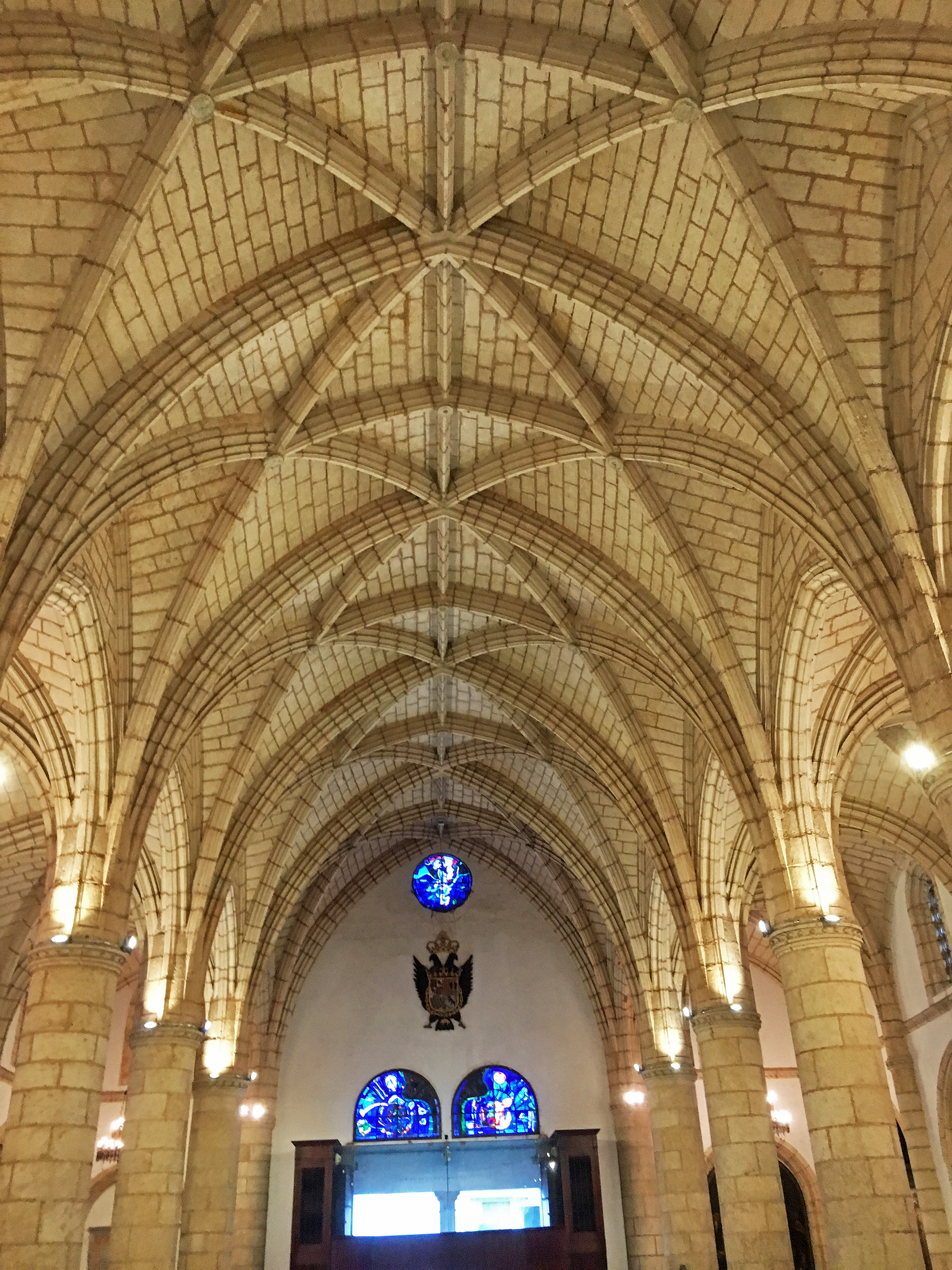
Abóbada em cruzaria de ogivas da Catedral

Entretanto, em 1877 foi encontrado uma urna de chumbo na Catedral de São Domingos com ossos e uma inscrição referente a Cristóvão Colombo ("Ilustre y esclarecido varón Don Cristóbal Colón"), o que levou os dominicanos a sustentar que os espanhóis levaram o corpo errado em 1795. Em 1898, os restos de Colombo de São Domingos foram depositados num mausoléu no interior da catedral realizado pelo escultor catalão Pedro Carbonell y Hughet. Atualmente, o mausoléu se encontra no interior do Farol de Colombo, monumento comemorativo moderno inaugurado em 1992.